# Marco Aurelio Buendía
Carlos Arturo Osorio Velásquez (Desconocido-Cundinamarca, 30 de octubre de 2003), más conocido por el alias de Marco Aurelio Buendía, fue un guerrillero colombiano de las Fuerzas Armadas Revolucionarias de Colombia Ejército del Pueblo (FARC-EP).

## Militancia en las FARC-EP
Buendía se vinculó desde el año 1980 formando parte de las frentes de las FARC-EP ubicados en el municipio de La Uribe (Meta) y logró la confianza del Secretariado de las FARC-EP. Tenía entonces la edad de 13 años, se empezó a apodar 'Braulio' y se ganó los afectos del jefe militar de las FARC-EP, alias 'Mono Jojoy', miembro clave del Secretariado de las FARC-EP y jefe del Bloque Oriental de las FARC-EP. El Mono Jojoy fue quien le cambió su alias por el de 'Marco Aurelio Buendía' en alusión según él al personaje de Macondo en la novela Cien años de soledad de Gabriel García Márquez.
Buendía ascendió hasta convertirse en jefe financiero del Bloque Oriental de las FARC-EP bajo el Mono Jojoy. Hacia 1992, le asignaron ser jefe del Frente 52 de las FARC-EP en la región del Sumapaz. A los 26 años de edad comandó las tomas armadas de los municipios de Pasca y La Calera (Cundinamarca). Buendía" ejecutó secuestros masivos o las pescas milagrosas de colombianos y extranjeros sobre la vía Llanos Orientales-Bogotá junto a alias "Romaña" y otros miembros de las FARC-EP. En 1998, Buendía participó el 3 de agosto en la toma de Miraflores (Guaviare) y el 1 de noviembre en la toma de Mitú (Vaupés). Luego volvió  Cundinamarca para seguir la ofensiva de las FARC-EP sobre Bogotá, con la que las FARC-EP pretendían tomarse el poder en Colombia.

## Muerte
A mediados de octubre la Fuerza de Despliegue Rápido (FUDRA) ubicó a 'Buendía' y le tendió cuatro cercos en el marco de la Operación Libertad Uno. Buendía logró eludir los dos primeros, pero cuando el Ejército Nacional ya tenía el sitio preciso de su ubicación infiltró en el área la unidad élite Grupo de Localización de Cabecillas (GRULOC). El cerco se estrechaba cada vez más sobre el paraje llamado 'Alto de los Micos', donde estaba 'Buendía' y su compañera alias Mayerli. Buendía fue dado de baja el 30 de octubre de 2003 por tropas de la Quinta División del Ejército Nacional con apoyo de la 'Brigada Móvil 3' en zona rural entre los municipios de Topaipí y El Peñón (Cundinamarca).

## Menciones
Como parte del Acuerdo de Paz de 2016, se construye el Espacio Territorial de Capacitación y Reincorporación (ETCR) Marco Aurelio Buendía que se encuentra en la vereda Charras de San José del Guaviare.